# Val di Non
Val di Non je údolí ve Východních Alpách v Itálii. Jeho osu tvoří řeka Noce. Údolím vede cesta k významným turistickým střediskům i k významným strategickým průsmykům. Pro oblast je charakteristická smíšená národnostní skladba.

## Obyvatelstvo
Stejně jako ve všech italských oblastech Alp, vyskytuje se i v údolí Non množství místních dialektů s prvky němčiny, italštiny i rétorománštiny. Na začátku 20. století se rozhořely spory lingvistů, přecházející časem z původní akademické půdy do rovin politických. Nejrozšířenějším nářečím je dialekt, nazývaný italsky nonese a německy Nonsberger Mundart. Odhaduje se kolem 30 000 mluvčích. Kromě smíšených oblastí existují v těsné blízkosti vesnice s čistě německými i s čistě italskými obyvateli. Tato skutečnost inspirovala provedení etnografické studie The Hidden Frontier: Ecology and Ethnicity in an Alpine Valley, publikované v roce 1974. Závěrem je zjištění, že jazykové ohraničení vytváří rozdílnou skladbu sídel i polností, nikoli však způsob obživy.

## Geografie
Přesné hranice údolí tvoří rozvodí mezi řekou Noce a řekami Adiže a Sarca. Rozvodí s Adiže tvoří hřbety Nonsbergských Alp na severu a východě, rozvodí se Sarcou pohoří Brenta na západě. Údolí je pokračováním údolí Val di Sole, na které navazuje na severozápadě. Na jihu údolí Val di Non vyúsťuje soutěskou La Roccetta do náplavové roviny Piana Rotaliana. Nejvyšším bodem, ze kterého srážky stékají do údolí je Cima Falkner, nejnižším bodem údolí je koryto Noce v soutěsce La Rocchetta. Nadmořská výška se tak pohybuje v rozsahu 268 až 3 999 metrů. Průměrná nadmořská výška se pohybuje kolem hodnoty 600 m n. m., většina zemědělských oblastí se vyskytuje v rozmezí 300- 400 m n. m.
Široké údolí v převažujícím severojižním směru dosahuje v nejširším místě při vstupu do Val di Sole 15 km. Délka od Laugenspitze (2 434 m n. m. ) po Paganellu ( 2 125 m n. m.) je zhruba 35 km. Celková plocha přesahuje 400 km2.

### Vodstvo
Řeka Noce i její přítoky vyhloubily v údolí Val di Non hluboké kaňony, přesahující často stometrové hloubky. V místě poustevny Santa Giustina zhruba v polovině údolí byla v roce 1951 dostavěna ve své době nejvyšší přehrada v Evropě. Vzniklé přehradní jezero vodního díla Santa Giustina o délce 7,5 km, maximální šířce 1,5 km a obvodu 34 km se stalo novou dominantou krajiny. Vzedmutí řeky dosahuje až do Val di Sole. Voda je zpracovávána v podzemní elektrárně, odkud je vedena podzemním potrubím do další elektrárny v Mezzocoroně. Část kaňonů řeky Noce je tak zatopena, zbylá část říční soutěsky odvádí vodu významně ochuzenou o průtok vodním dílem Mezzorona.

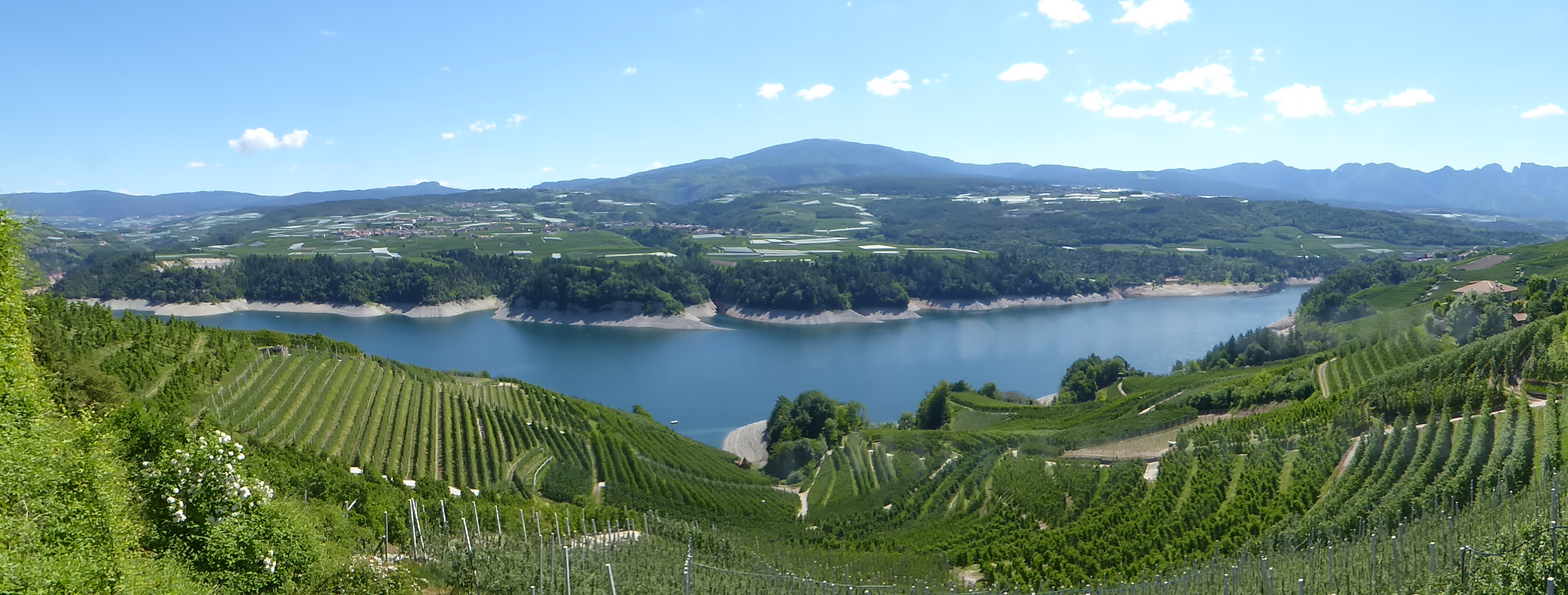
Krajina v okolí jezera Lago di Santa Giustina

## Historie
Údolí je osídleno od pravěku. Jako spojnice mezi údolím Adiže a údolím Camonica se dostalo do pozornosti Augustovy vlády. Místní alpský kmen se nazýval Anauni. Na památníku alpských vítězství Tropaeum Alpium není mezi porobenými národy název Anauni vytesán. Posici národa Ananuni v Římském impériu vyjasnil až nález Tabula Clesiana, ke kterému došlo v roce 1869 v Cles. Anaunům je připsán stav svobodných cizinců-peregrinus.  Ve zprávě lze zjistit i doporučení zařadit Anauny mezi plnohodnotné občany římské.

Po období střídavého vlastnictví v raném středověku se od 12. století území stává s kratšími přestávkami součástí Tyrolska až do konce První světové války. Oblast byla považována za sýpku Tridentska. Hospodářský rozvoj dokladují informace v Theatrum Orbis Terrarum z roku 1595 od Abrahama Ortelia, které údolí připisují 350 kostelů a 32 hradů. Kronikář Marx Sittich von Wolkenstein v roce 1613 uvádí, že údolí má tolik vesnic, jako je dní v roce, což koresponduje s údajem Orteliovým o počtu kostelů.

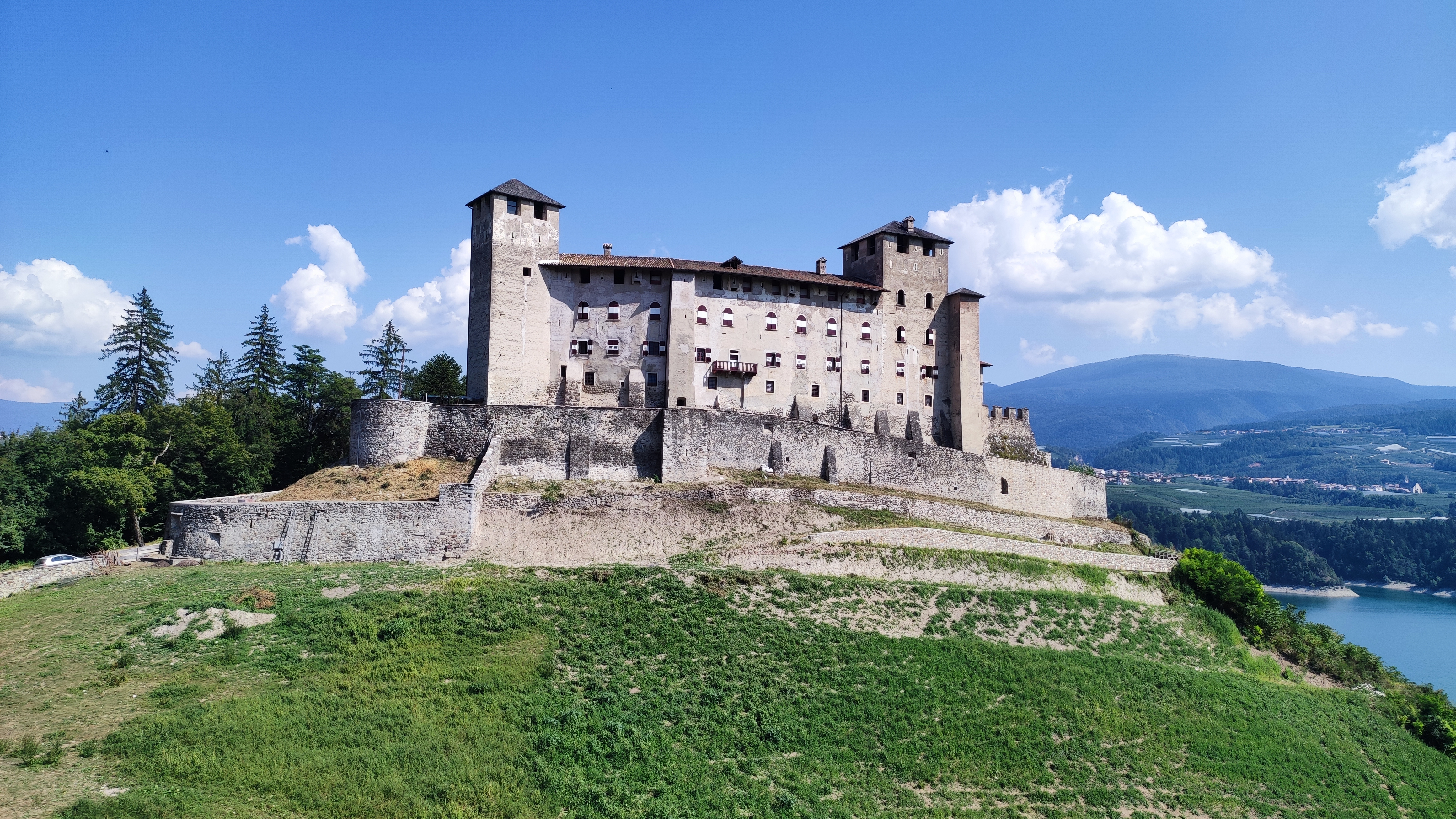
Hrad Cles
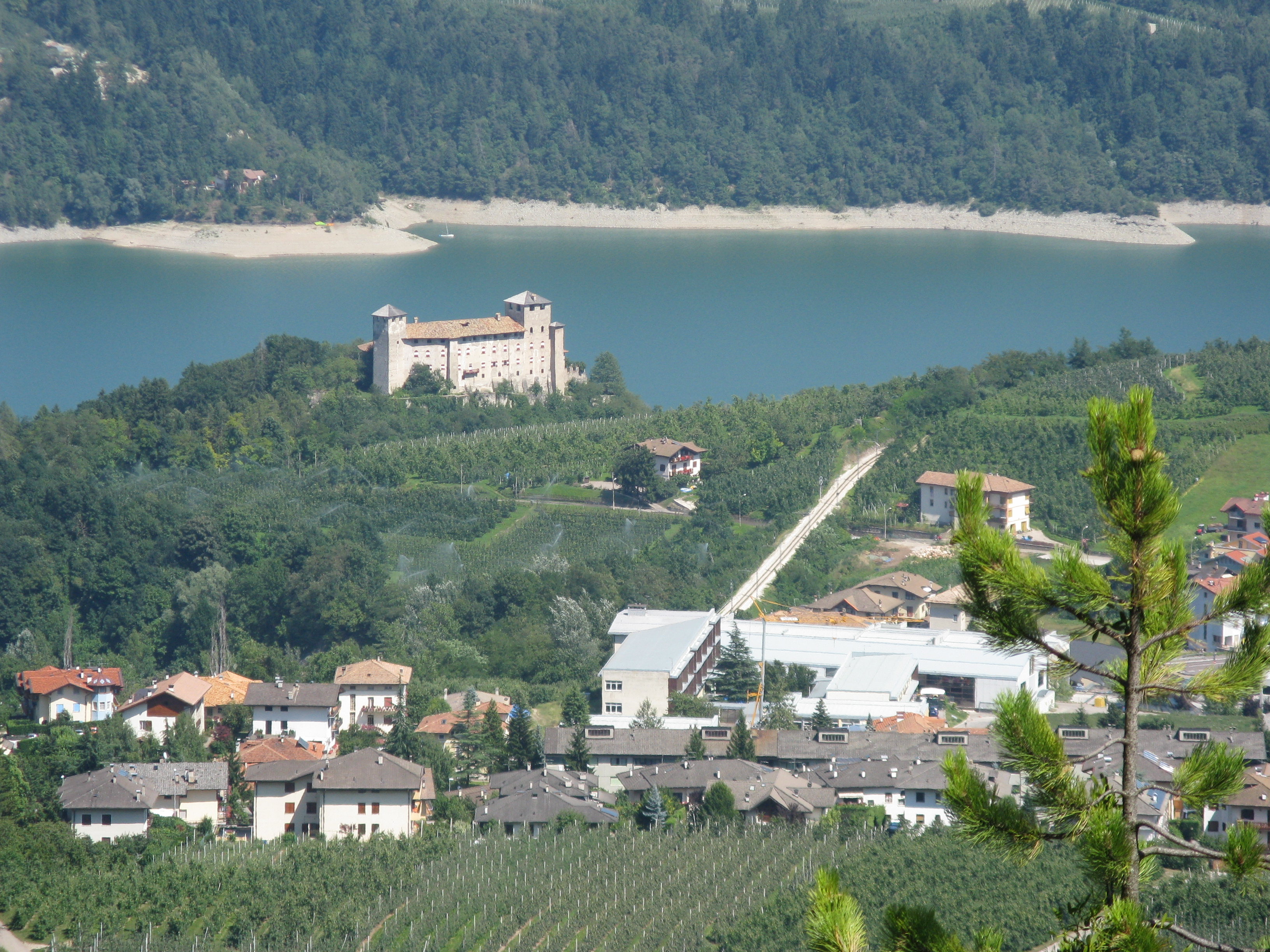
Hrad Cles nad jezerem
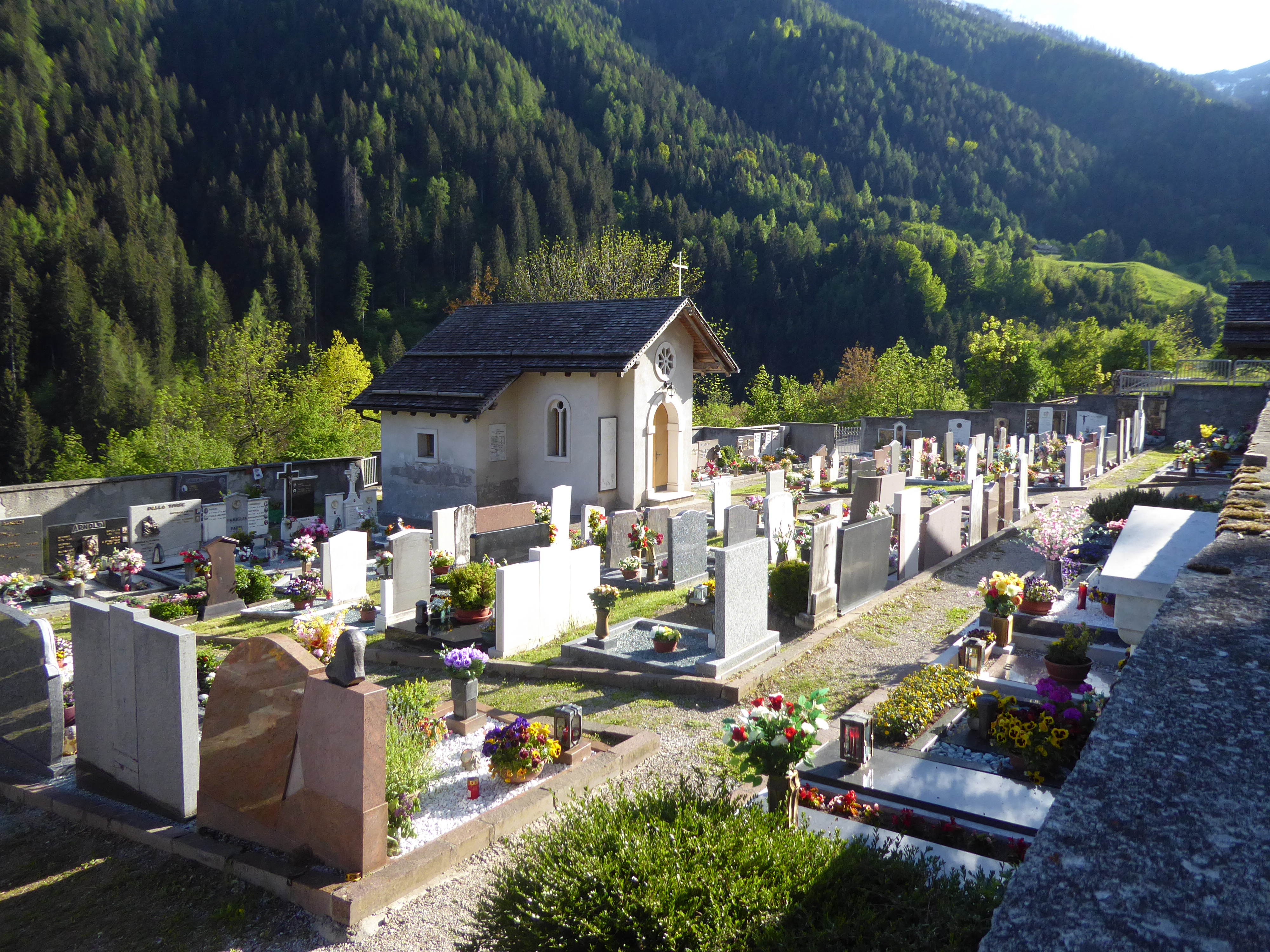
Podhorský hřbitov v Bresimo
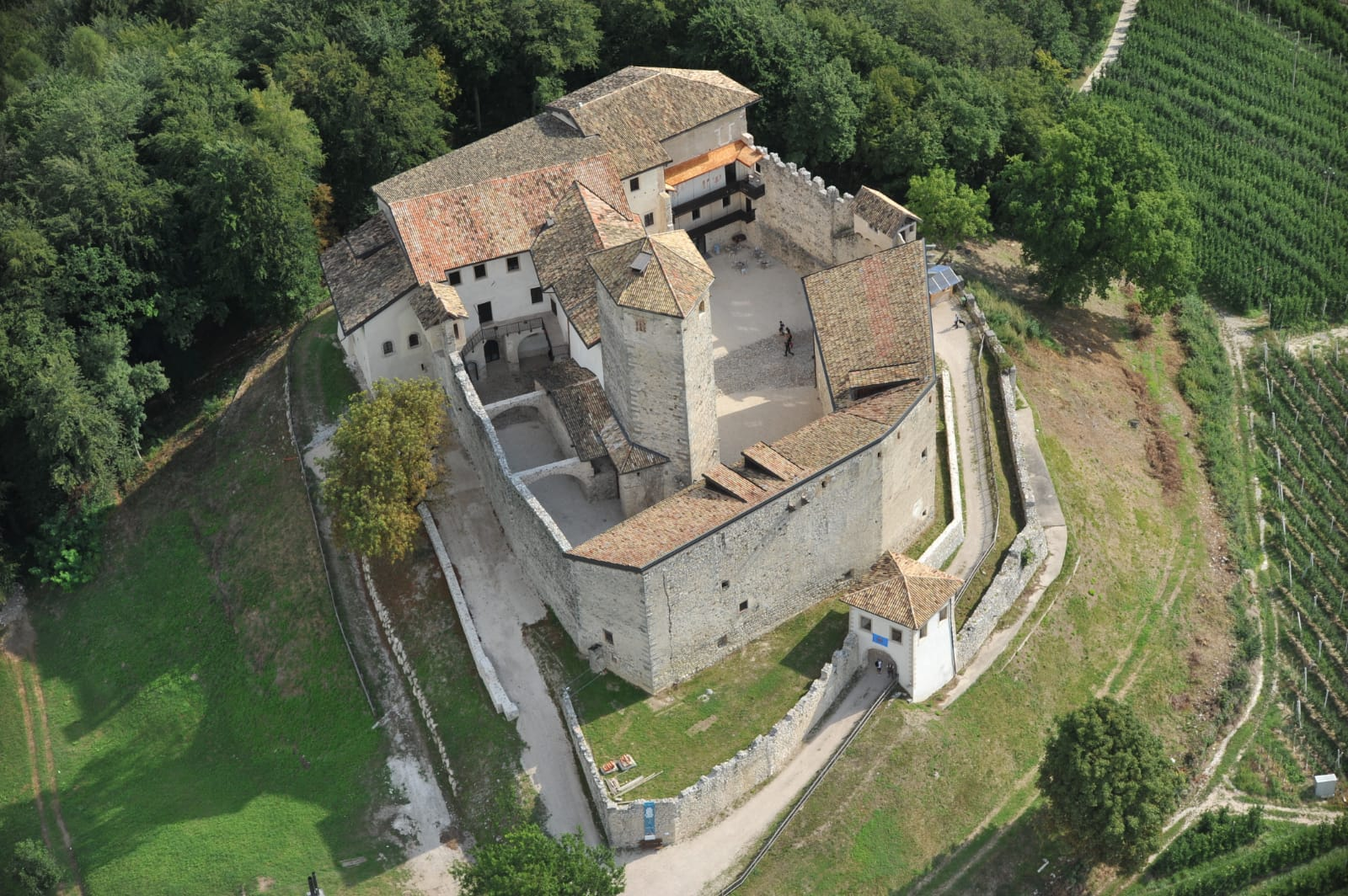
Hrad Belasi
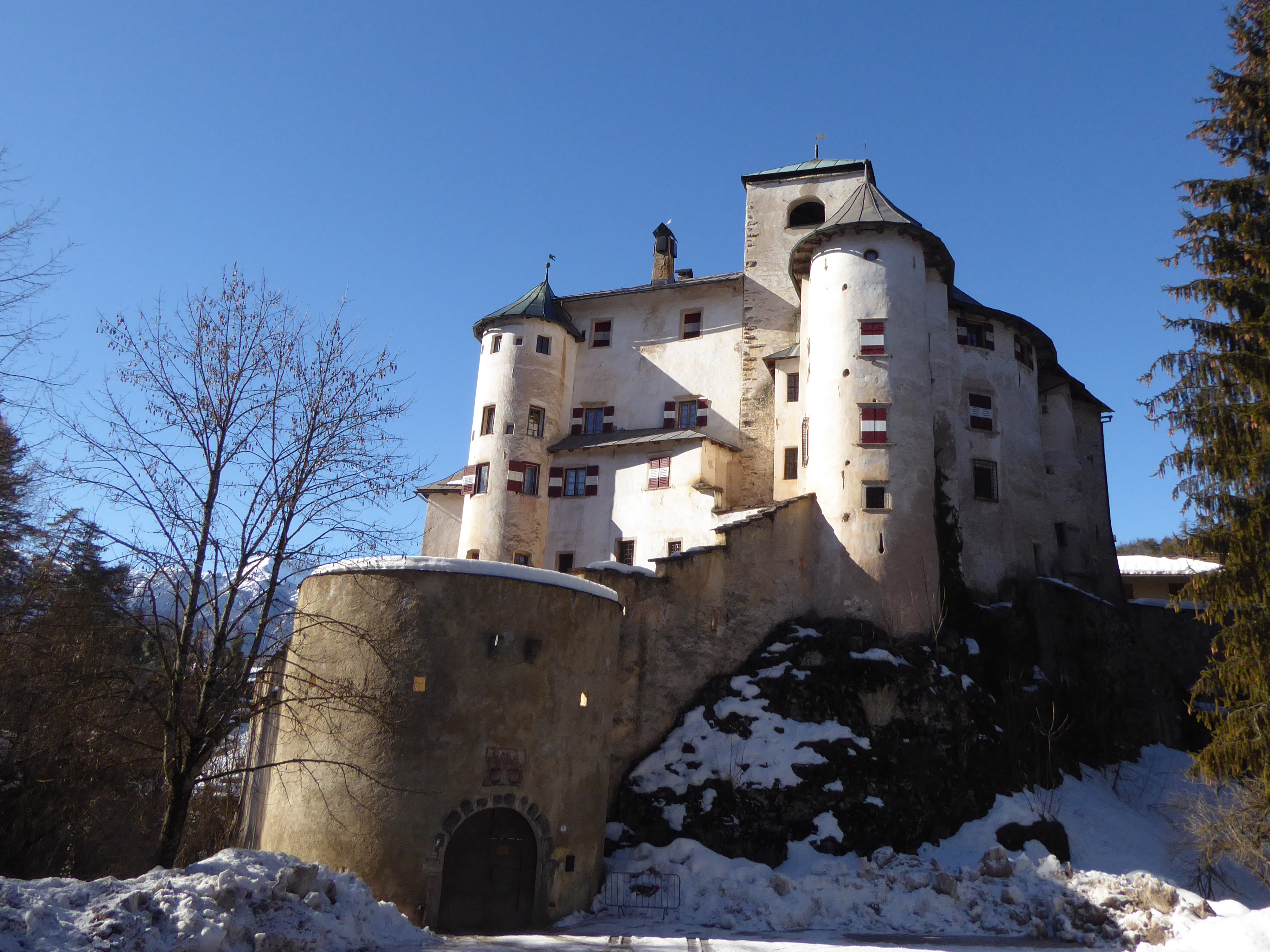
Hrad Bragher v Predaia
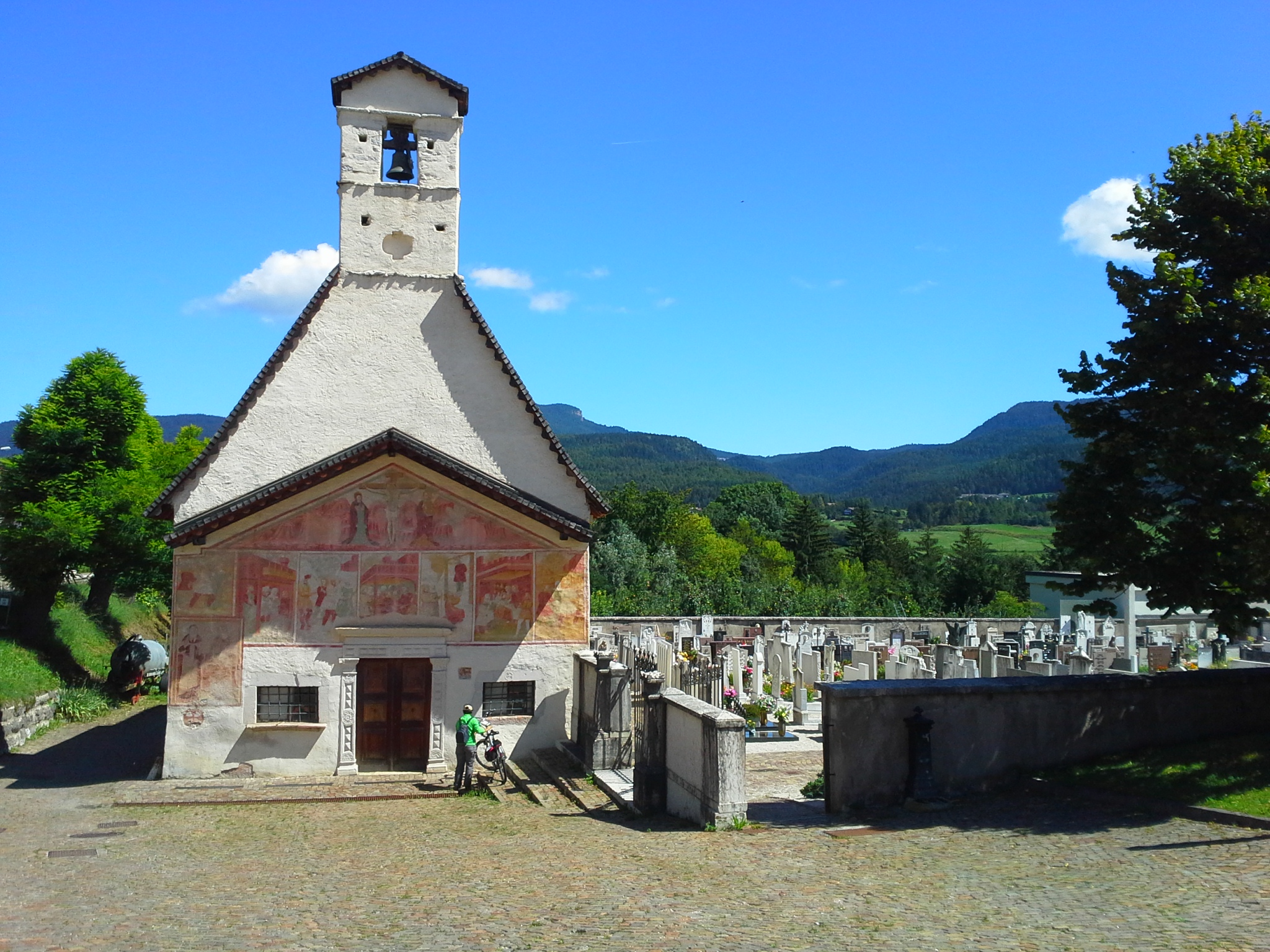
Hřbitovní kostel svatého Antonína Velikého v Romenu
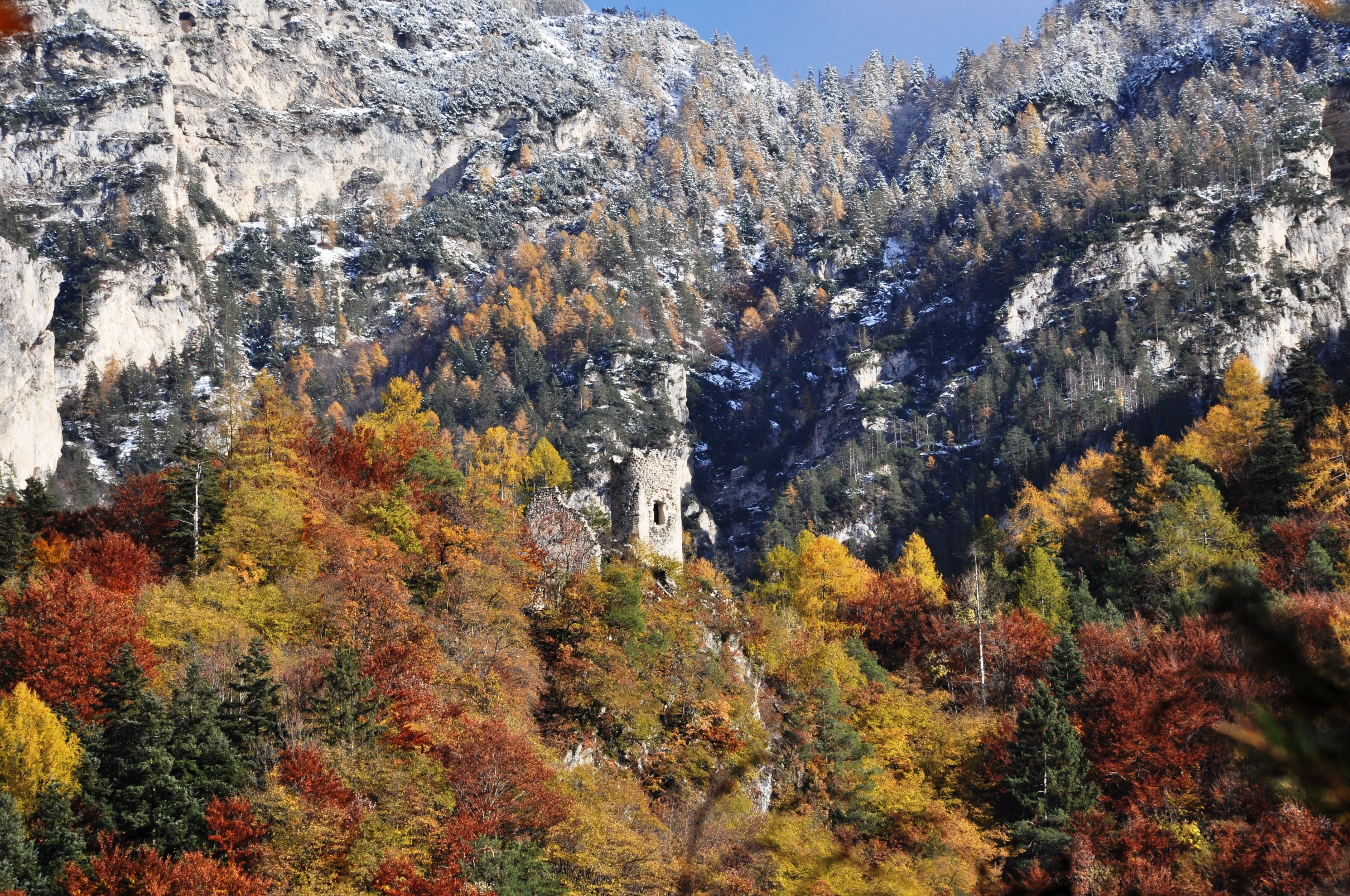
Hrad svatého Petra poblíž města Ton
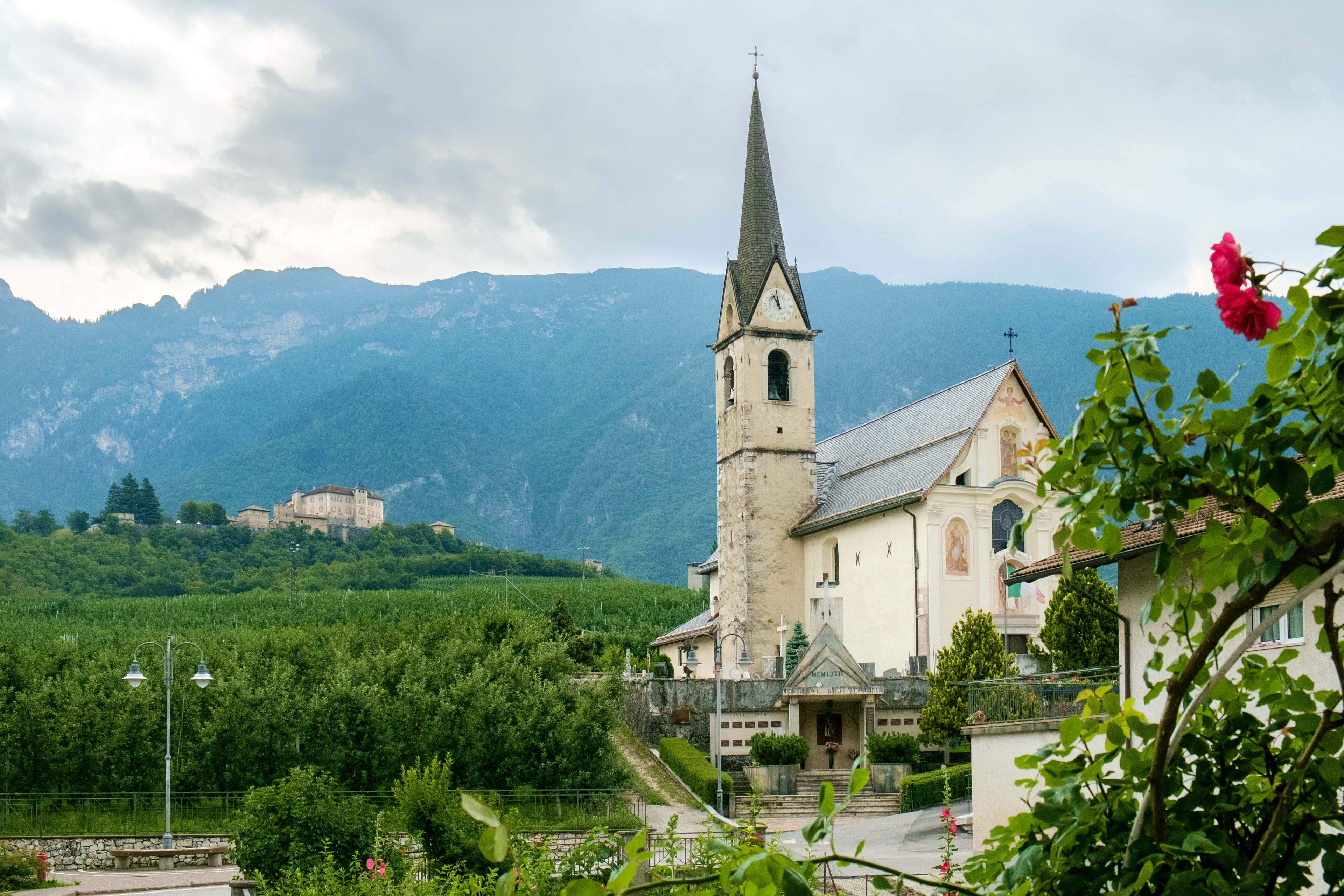
Hrad Thun s popředím kostela sv. Mikuláše v Thunu
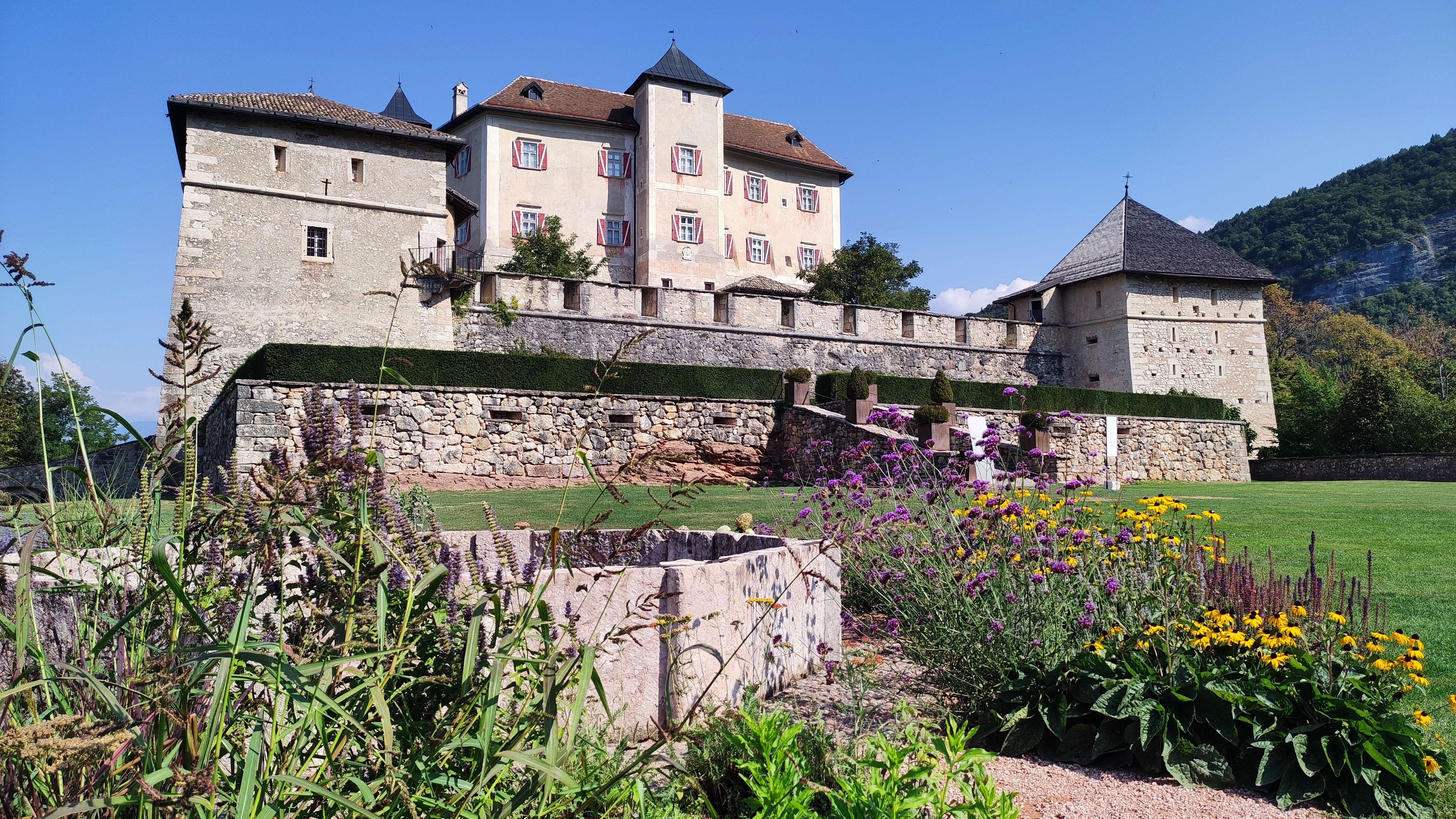
Hrad Thun u sídla Ton
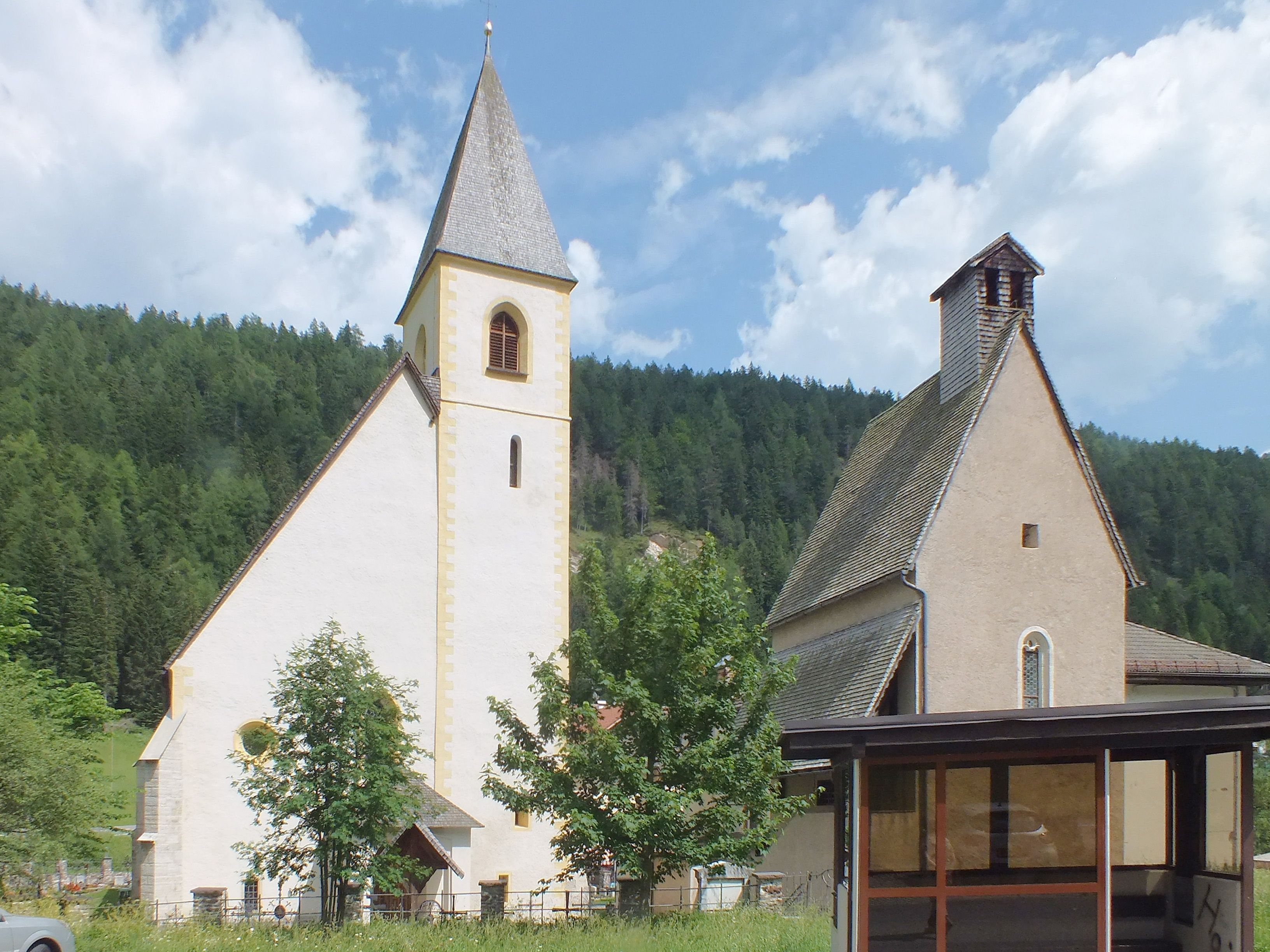
Kostel Panny Marie Pomocné v Unsere Liebe Frau im Wald
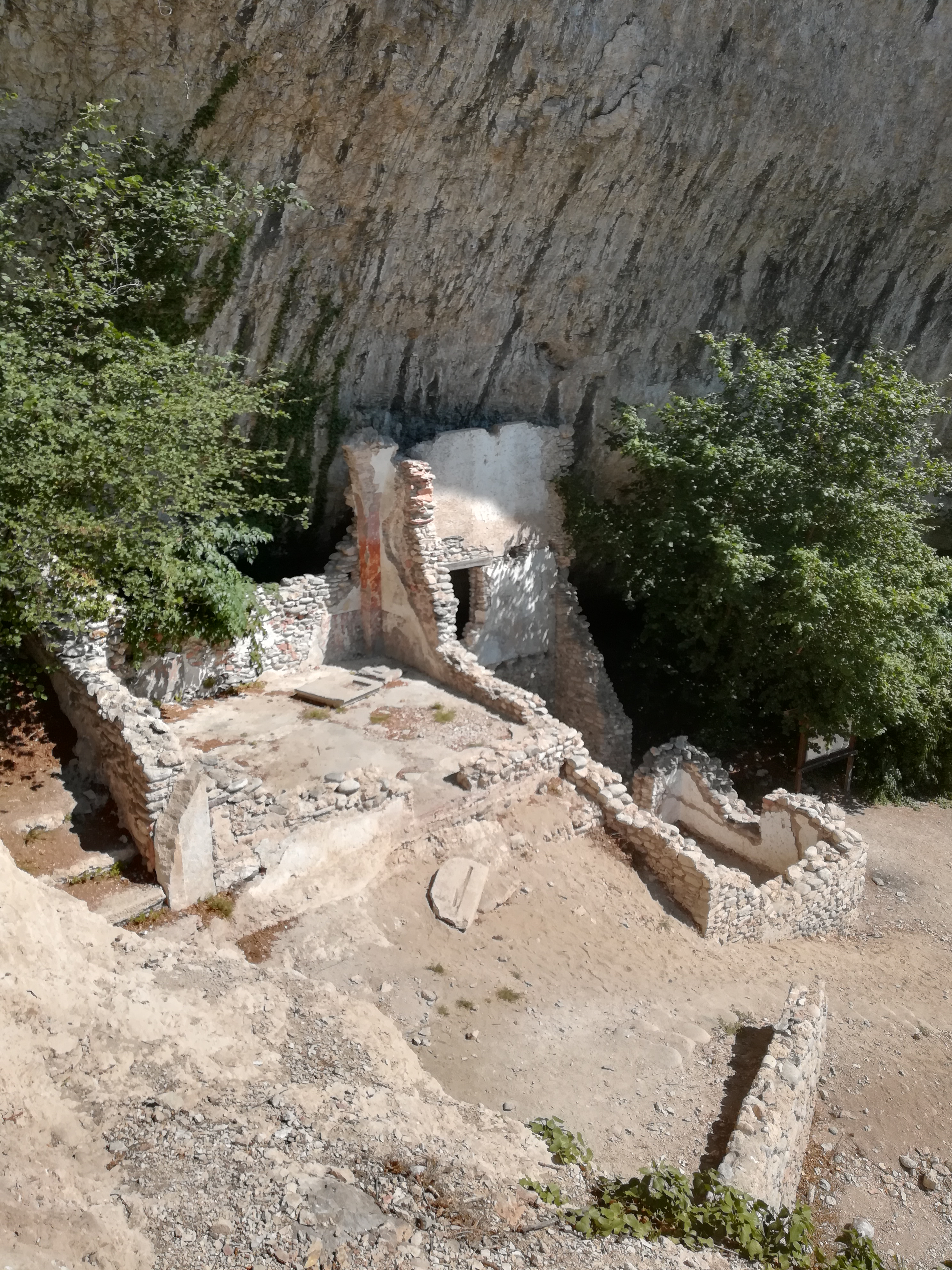
Poustevna Santa Giustina nad přehradou Santa Giustina
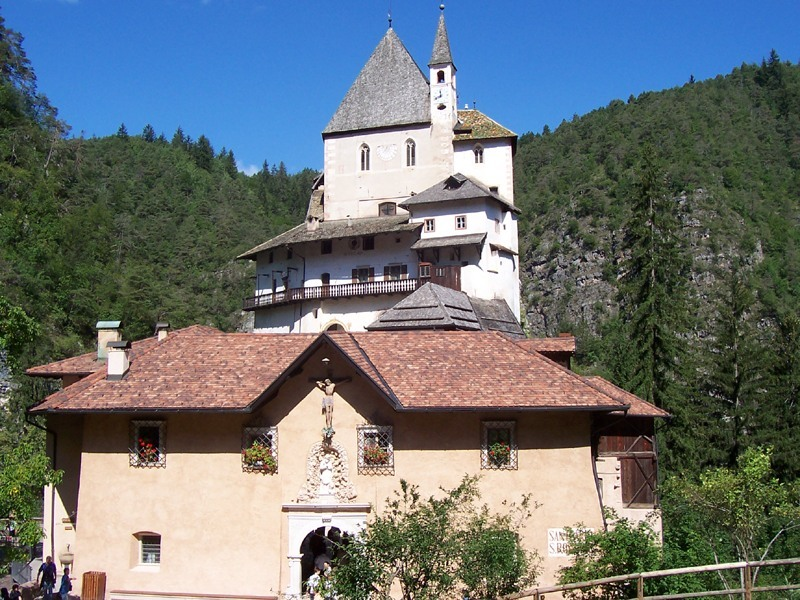
Poustevna svatého Romedia

K vojenské ochraně údolí byla v polovině 19. století v soutěsce La Roccetta vybudována pevnost v místě, odkud byla namířena 150 mm děla jednak do údolí Adiže, jednak do údolí Val di Non. Do bojů Velké války nakonec pevnost nezasáhla.
Za patrona údolí je považován svatý Romedius, jehož poustevna v levém povodí Noce se časem rozrostla na komplex pěti kostelů. Poustevna svatého Romedia je poutním místem, který ročně navštíví kolem 200 000 poutníků. Četná procesí mířila i k poustevně Santa Giustina, jejíž jméno nese vodní dílo.

## Ekonomika
Základem prosperity bylo pěstování obilnin, především pohanky, dále zeleniny a ovoce v širokém rozsahu odrůd. Zdroje obživy přinášela pastva, lov a rybolov, v lesích vznikla soustava milířů a kolomazných pecí. V menší míře se těžilo stříbro a ledek. Od 18. století se hlavním zdrojem obživy staly brambory. Od středověku se zde pěstuje víno i ovoce. V 19. století se rozvinula výroba hedvábí a Val di non se stalo centrem hedvábnictví v Trentinu. V roce 1877 bylo jen v Cles sedm přádelen. V polovině 19. století údolí produkovalo přes 90 tun zámotků bource morušového.
V roce 1830 vznikla manufaktura na výrobu násad k bičům, využívající hojného výskytu břestovce jižního, poskytujícího vhodné pevné a pružné dřevo.
V roce 1909 byla uvedena do provozu tramvajová trať z Trenta do Malé o rozchodu 1000 mm, která usnadnila pohyb pracovních sil. Poslední přádelna byla uzavřena krátce po první světové válce a následně byla přeměněna na sklad ovoce. V té době došlo i k zásadní změně zemědělské orientace. Došlo k zakládání nových vinic a sadů jabloní a hrušní. Průběhem času se do popředí dostalo jablko. V údolí Val di Non bylo v roce 2017 vypěstováno 400 000 t jablek, z čehož 300 000 připadá na klíčovou odrůdu Golden Delicious. V rozmezí nadmořských výšek 600 – 1000 metrů zůstává význam pastvy mléčného skotu a na něj navázané výroby sýra Grana Padano.

## Turistika
Turistické aktivity se poprvé objevily v průsmyku Mendola v Nonsbergských Alpách. Zde v roce 1883 nechal císař František Josef I. postavit lovecký zámeček. V letech 1889 a 1894 zde strávila několik letních dní císařovna Alžběta Rakouská. S průsmykem Mendola se počítalo jako s největším turistickým centrem v celé Habsburské říši. Do Velké války sloužila oblast rakouské vyšší třídě, po válce její úlohu převzala italská buržoazie. Jednalo se o letní turistiku, s rozvojem zimních sportů se turistický význam přesunul do Andala, Madonny di Campiglio a Ponte di Legno a údolí Val di Non slouží jako dopravní cesta. Místní turistika se opírá především o hrady, poutní místa a okolí přehradního jezera.  

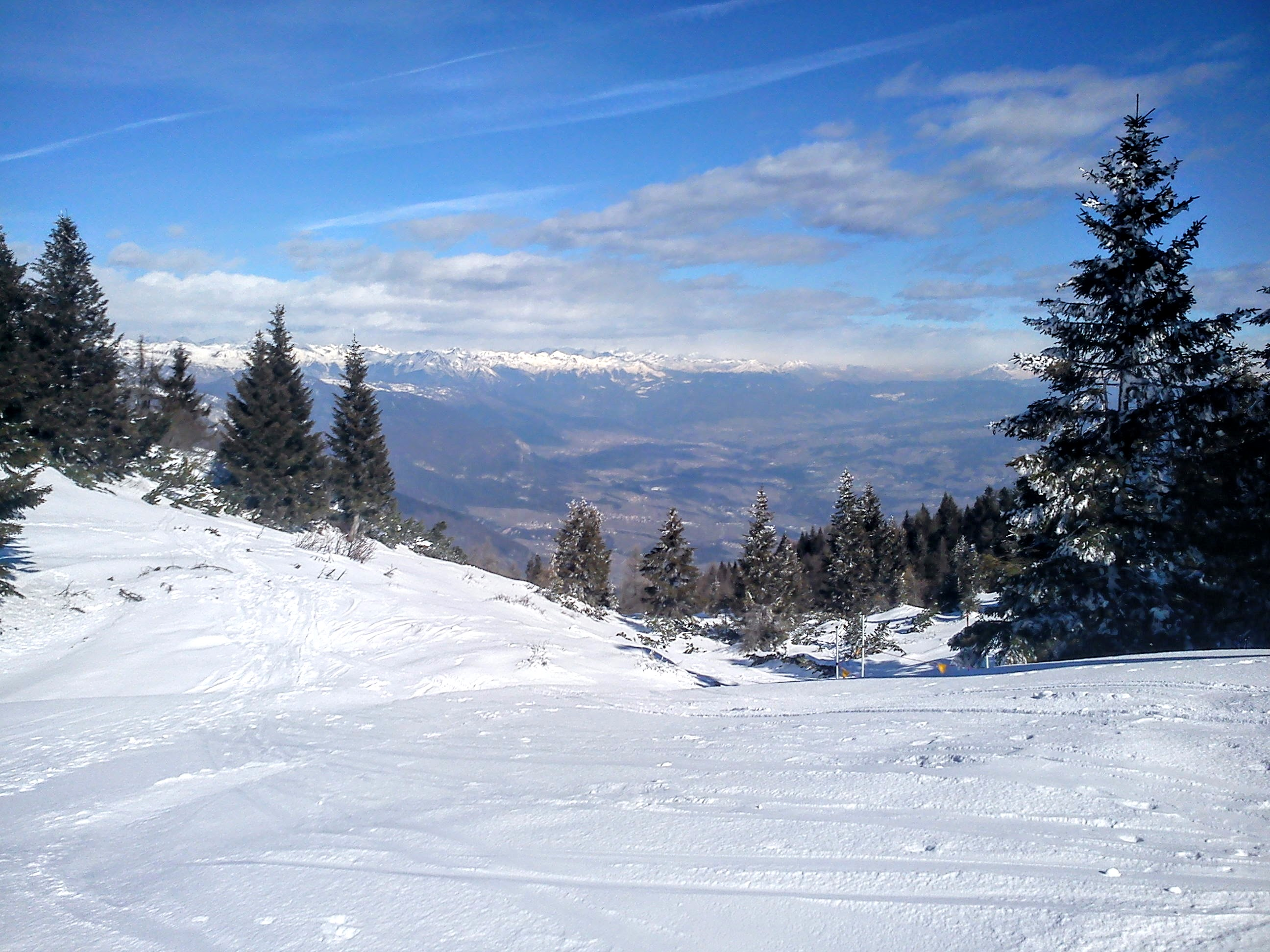
Val di Non ze svahu Paganelly
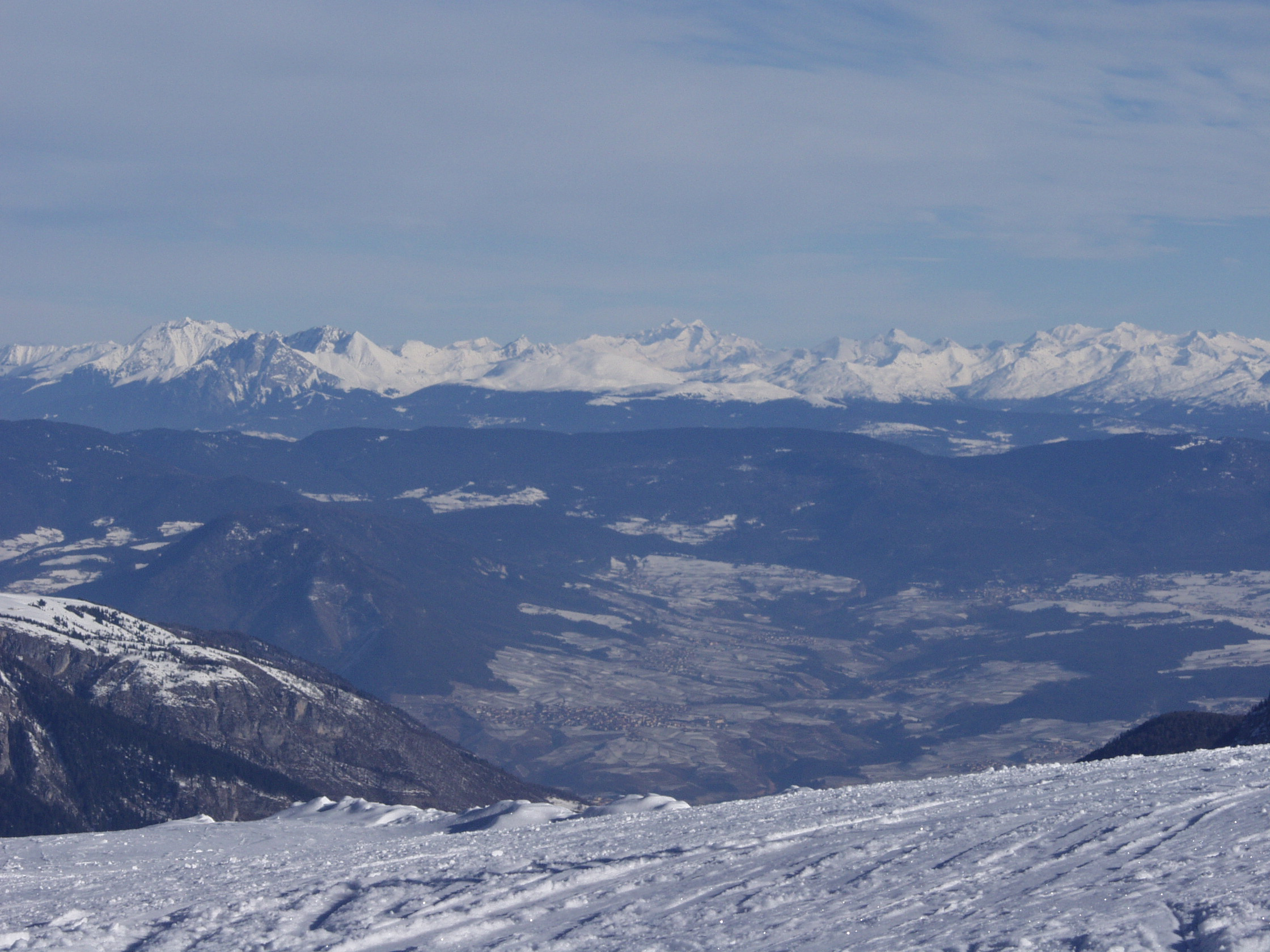
Val di Non od Pietra Grande
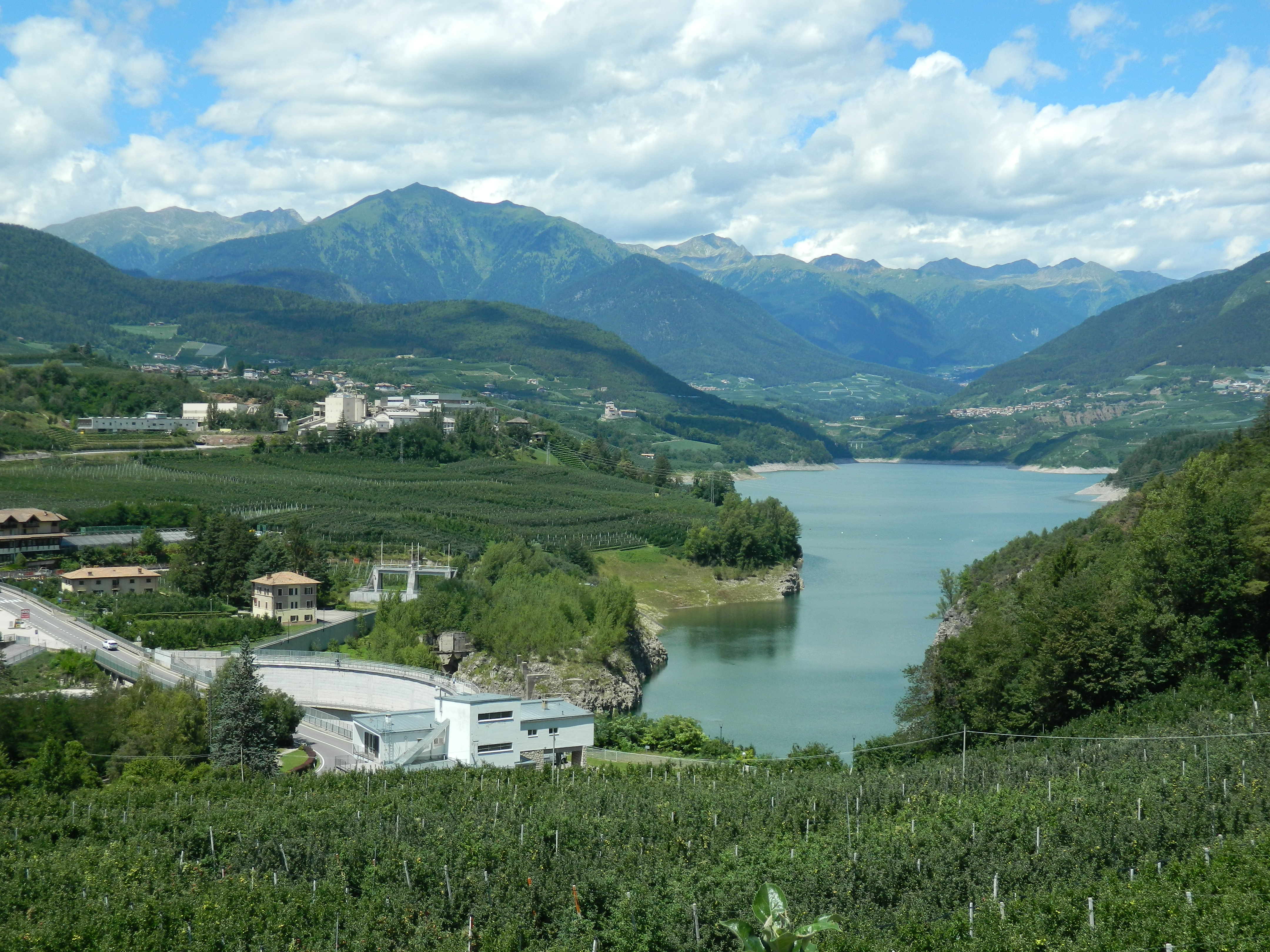
Panoráma s přehradou
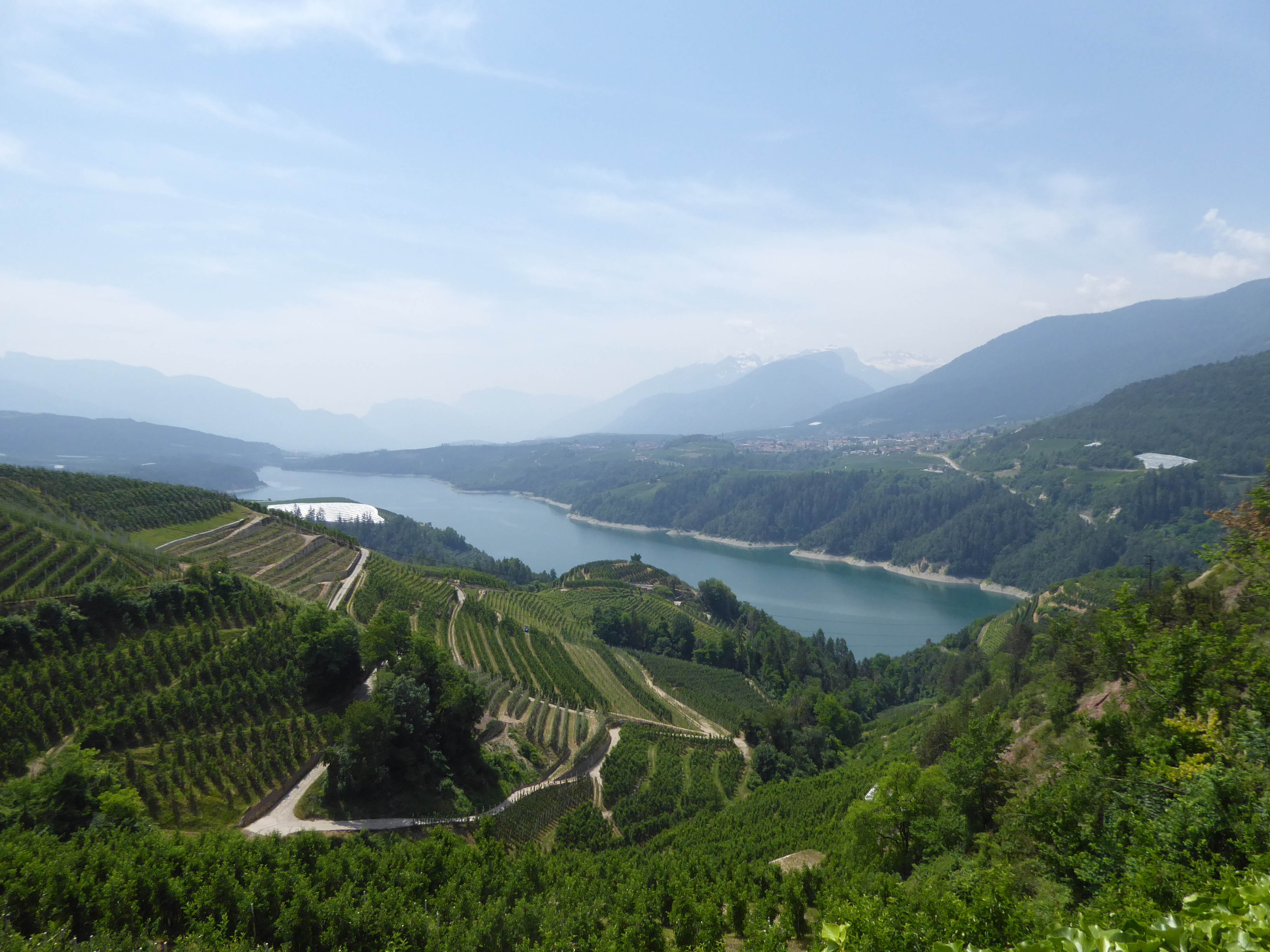
Zelené svahy s naplněnou přehradní nádrží
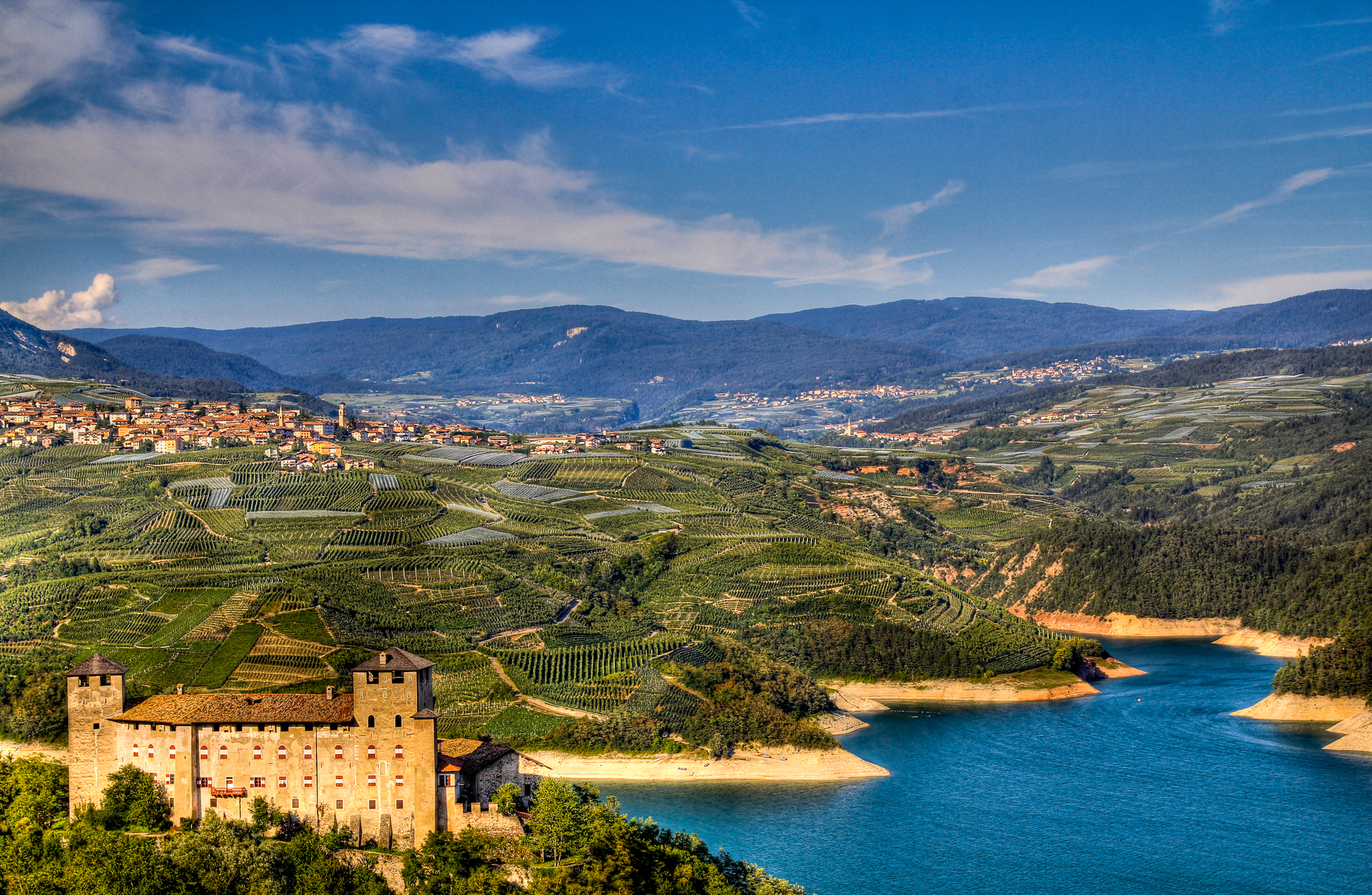
Panoráma s hradem Cles
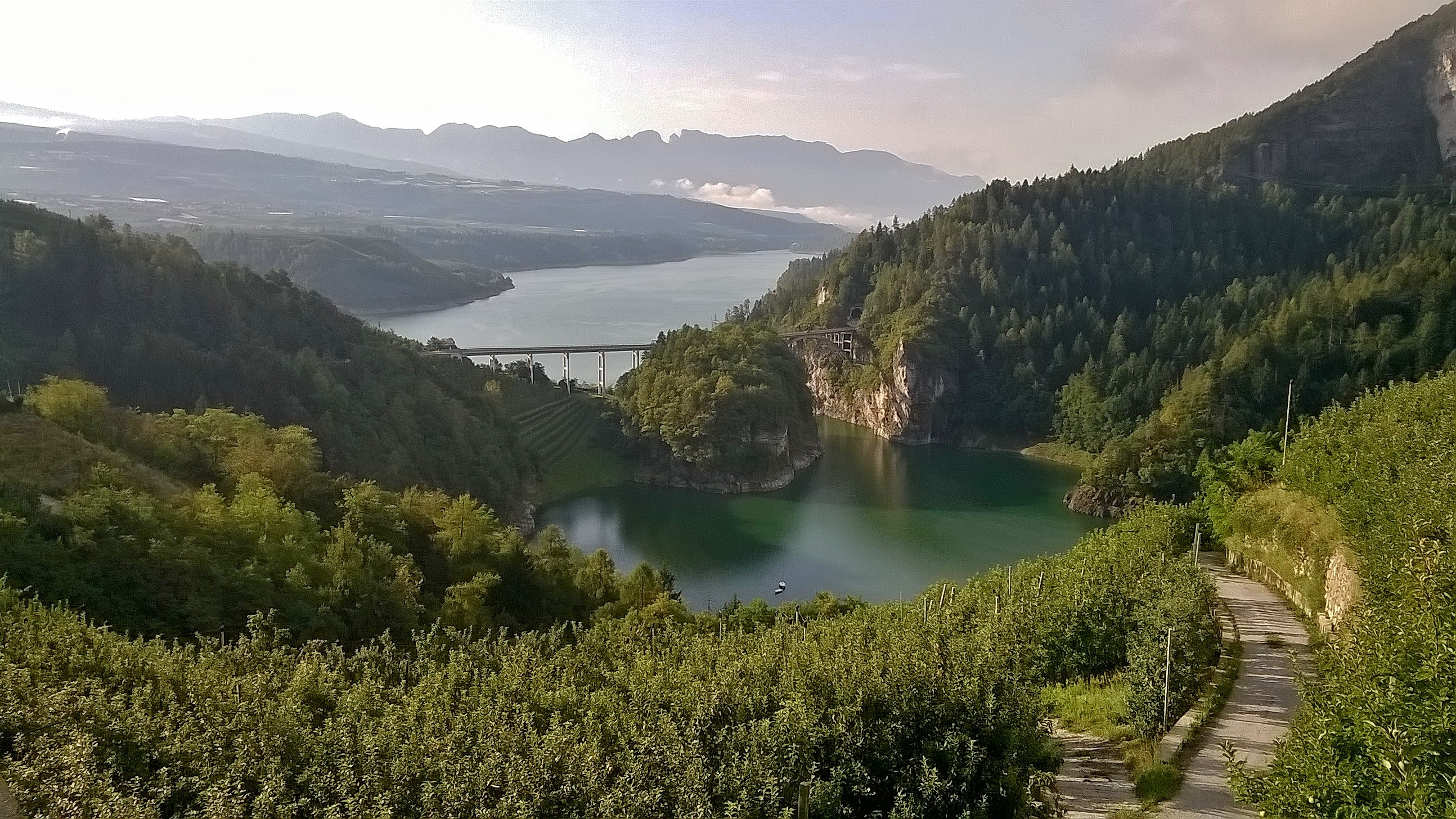
Přechod Val di Sole do Val di Non